# Simon Vratsian
Simon Vratsian nasqué el 1882 a la vila de Novo Nakhitxevan, Rússia i va morir el 1969 a Beirut, Líban. Fou un polític armeni, darrer primer ministre de la República Democràtica d'Armènia.
Fou educat en escoles armènies i russes, i de ben jove es va unir a la Federació Revolucionària Armènia. Posteriorment va estudiar al seminari Gevorgian de 1900 a 1906. Vratsian retornà a Nor Nakhichevan com a activista del partit i va participar en el IV Congrés de Dashnaktsutiun a Viena el 1907, on va donar suport a l'adopció del socialisme.
El 1908 viatjà a Sant Petersburg per estudiar dret. Va viatjar als EUA el 1911 on va editar el diari Hairenik. El 1914 participà en el VIII Congrés General de Dashnaktsutiun a Turquia. Hi fou elegit membre de la direcció i col·laborà amb els dirigents dels Joves Turcs. L'agost de 1914 fou empresonat com a espia rus, però escapà a Transcaucàsia, on es va allistar a les unitats de voluntaris armenis que lluitaven en l'exèrcit rus. Després de la desfeta de les unitats, participà en la Conferència Estatal de Moscou, el Congrés Nacional Armeni, i en fou escollit membre del Consell Nacional. Hovhannes Qajaznuni s'oferí a acompanyar-lo en un viatge per Europa i Amèrica el 1919, però li fou rebutjada l'entrada al Regne Unit perquè era considerat un socialista radical. El mateix any fou nomenat ministre de treball, agricultura i possessions estatals en el govern d'Aleksandr Khatisyan. Les seves posicions el van fer mantenir-se en el govern de Hamo Ohanjanyan; també va assumir responsabilitats d'informació i propaganda. Després del cessament del govern i la negativa de Hovhannes Qajaznuni a formar una coalició, Vratsian acceptà el càrrec de primer ministre de la República Democràtica d'Armènia el 24 de novembre de 1920. El 2 de desembre va oferir Armènia als bolxevics. Tanmateix, hagué de fugir, i més tard aparegué com a President del Comitè per la Salvació de la Pàtria. També apel·là a Europa i Turquia ajuda contra els bolxevics. Vratsian aleshores viatjà a Europa, i s'establí a París on edità el diari Droshak de 1923 a 1925. El 1945 presentà una petició a l'Assemblea General de l'ONU a San Francisco demanant la restauració de l'Armènia de Wilson arrabassada per Turquia a Armènia.
Durant la seva vida va editar molts diaris armenis ara desapareguts, inclosos Harach i Horizon.